# STS–81
Az STS–81 jelű küldetés az amerikai űrrepülőgép-program 81., a Atlantis űrrepülőgép 18. repülése.

## Jellemzői
A második alkalom, hogy az űrrepülőgép legénysége a Mir űrállomáshoz csatlakozva folyamatos és együttműködő programokat végzett.

## Első nap
1997. január 12-én a szilárd hajtóanyagú gyorsítórakéták, Solid Rocket Booster(SRB) segítségével Floridából, a Cape Canaveral (KSC) Kennedy Űrközpontból, a LC39–B (LC–Launch Complex) jelű indítóállványról emelkedett a magasba. Az orbitális pályája 92,2 perces, 51,6 fokos hajlásszögű, elliptikus pálya perigeuma 380 kilométer, az apogeuma 392 kilométer volt. Felszálló tömeg indításkor 108 531 kilogramm. Szállított hasznos teher 2710 kilogramm
A Shuttle–Mir program keretében végrehajtott 5. küldetés, a második amerikai űrhajós cser hosszú távú küldetésre. Jerry Linenger váltotta John Blahát. Az űrrepülőgép az eddigi legnagyobb logisztikai anyagot (vizet, élelmiszert), kutatási eszközöket és anyagokat, csere eszközöket szállított. Visszafelé 1072 kilogramm tudományos eredményeket, az előállított anyagokat és hulladékot szállítottak.

## Hasznos teher
1. A SpaceHab mikrogravitációs laboratóriumban különféle biológiai, emberi élet tudományok, anyag tudományi, földtudományi vizsgálatokat, mezőgazdasági kutatásokat, kísérleteket végeztek, illetve az automatikus folyamatokat ellenőriztek.
2. MIR Sample Return Experiment (MSRE) – a bolygóközi térben előforduló részecskék vizsgálata, az élet kialakulásának megismerése érdekében,
3. Particle Impact Experiment (PIE) – a bolygóközi térben előforduló részecskék vizsgálata, az élet kialakulásának megismerése érdekében,
4. Environmental Radiation Measurements (környezeti sugárvédelmi mérések) – a Mir fedélzetén hat helyen mérték az ionizáló sugárzást, az anyagi részecskék előfordulását. A mérőeszközök maradtak a Mir fedélzetén.
5. Greenhouse-Integrated Plant Experiments – mezőgazdasági kutatás, kísérlet mikrogravitációs környezetben (törpe búza; növények növekedése, szaporodása, anyagcseréje, és termelésének lehetőségei).
6. Human Life Sciences (HLS) – férfiak és nők hosszú időtartamú tartózkodásának vizsgálata (zárt környezet, pszichológia, életminőség helyzete) a világűrben.
7. Assessment of Humoral Immune Function During Long Duration Space Flight – kísérletek az emberi immunrendszerével, elősegítendő a hosszú távú űrrepülések hatékonyságát (vér-, sejt-, idegek vizsgálata).
8. Diffusion-Controlled Crystallization Apparatus for Microgravity (DCAM) – protein kristályok vizsgálata, farmakológia és kábítószer fejlesztés (162 mintából). Kereskedelmi megrendelésre gyógyszeralapanyag gyártása.
9. Gaseous Nitrogen Dewar – fehérje kristályok növesztése a Mir űrállomáson, mintegy négy hónapos időtartamban.
10. Liquid Metal Diffusion (LMD) felhasználásával MIM – atomok és molekulák ütköztetésének kísérlete. Összesen öt minta került feldolgozásra.
11. Optical Properties Monitor (OPM) – az első ilyen téroptikai teszt. Különböző folyamatokat ellenőrzött, méret, rögzített, majd a Földre továbbított.

## Tizedik nap
1997. január 22-én a Kennedy Űrközpontban (KSC), induló mbázisán szállt le. Összesen 10 napot, 4 órát, 56 percet és 30 másodpercet töltött a világűrben. 6 100 000 kilométert (3 800 000 mérföldet) repült, 160 alkalommal kerülte meg a Földet.

## Személyzet
(zárójelben a repülések száma az STS–81 küldetéssel együtt)
- Michael Allen Baker (4), parancsnok
- Brent Ward Jett (2) pilóta
- Peter Wisoff (3), kutatásfelelős
- John Mace Grunsfeld (2), kutatásfelelős
- Marsha Ivins (4), kutatásfelelős
- Jerry Michael Linenger (2), kutatásfelelős/Mir fedélzeti mérnök

### Tartalék személyzet
- Michael Colin Foale kutatásfelelős

### Visszatérő személyzet
- Michael Allen Baker (4), parancsnok
- Brent Ward Jett (2) pilóta
- Peter Wisoff (3), kutatásfelelős
- John Mace Grunsfeld (2), kutatásfelelős
- Marsha Ivins (4), kutatásfelelős
- John Elmer Blaha (5), Mir fedélzeti mérnök/kutatásfelelős